# Якул
Якул (от лат. jaculus или iaculus, мн. jaculi — брошенный, метнутый) — маленький мифический змей или дракон, чаще всего с крыльями, иногда с передними лапами.
Известен также под названиями «змея-копьё»: англ. Javelin-snake и фр. Javelot. По представлениям, прятался в ветвях деревьев и бросался оттуда на проходящих животных с такой силой, что пронзал их подобно копью и таким образом убивал.

## В литературе
- Лукан [I в. н. э.] («Фарсалия]», книга 9, строфа 848): «Там быстрый Якул…». В строфе 962—966 описывается нападения Якула. Лукан поясняет, что смерть наступила от раны, нанесённой Якулом при ударе, а не от яда:

Upon branchless trunk a serpent, named
By Libyans Jaculus, rose in coils to dart
His venom from afar. Through Paullus' brain
It rushed, nor stayed; for in the wound itself
Was death…
- Плиний Старший [I в. н. э.] («Естественная история», книга 8, 35): «Иакул бросается с ветвей дерева, так что он опасен не только для ног, но и летит по воздуху, подобно снаряду из катапульты.»
- Исидор Севильский [VII в. н. э.] («Этимологии», книга 12, 4:29): «Иакул — летучая змея. Они прыгают с деревьев и стрелой бросаются на проходящих животных, отчего и получили своё имя, метатель (iaculi)»[2]
- Якул встречается также в древнезападноскандинавском произведении Yngvars saga viðfǫrla. Здесь он описывается как чрезвычайно большой дракон (dreki). (См. Olson, Emil, ed. Yngvars saga viðfǫrla Jämte ett bihang om Ingvarsinskrifterna. Copenhagen: S. L. Møllers, 1912, p. 42.)
- Данте Алигьери в Божественной комедии писал: «Ливийской степи было бы завидно: / Пусть кенхр, и амфисбена, и фарей / Плодятся в ней, и якул, и ехидна»[3]

## В популярной культуре
- В пошаговой стратегии 1999 года «Heroes of Might and Magic III» в городах типа Форт (Fortress) имеется похожий на Якула юнит Serpent Fly, который апгрейдится до Dragon Fly. Они представляют собой безногих змеев с крыльями как у насекомых.
- Якулы кратко упоминаются в «Монстрологии: полной книге вымышленных существ».
- В не вышедшей MMORPG «Thrones of Chaos» были представлены крылатые безногие змеи.

## В природе
В малагасийской мифологии упоминается змея fandrefiala. Она также падает с дерева, как копьё, чтобы поразить животное, и больше всего устрашает местных жителей. 
В современной биологии fandrefiala известна как Ithycyphus perineti. Она имеет V-образный узор на голове, напоминающий копьё.